# Бланко, Рубен
Рубе́н Бла́нко Вейга́ (исп. Rubén Blanco Veiga; род. 25 июля 1995 года в Мос, Испания) — испанский футболист, вратарь французского клуба «Олимпик Марсель».

## Клубная карьера
Рубен занимался в системе «Сельты». За вторую команду клуба он дебютировал в 2012 году и провёл четыре матча. В сезоне 2012/13 Рубен в основном выступал за «Сельту Б» в Терсере, внеся свой вклад в возвращение команды в третью лигу. 26 мая 2013 года состоялся его дебют в Примере. Перед началом второго тайма игры с «Вальядолидом» он заменил в воротах Хави Вараса и отстоял на ноль вторую половину этой встречи. Следующий матч лиги против «Эспаньола» Рубен отыграл целиком, не пропустив голов, тем самым внеся весомый вклад в спасение «Сельты» от вылета.
22 июля 2022 года на правах аренды перешёл в клуб французской Лиги 1 «Олимпик Марсель» до конца сезона 2022/23. 7 августа дебютировал за новый клуб в матче Лиги 1 против «Реймса».

## Карьера в сборной
Рубен выступал за различные юношеские сборные Испании. В составе сборной Испании (до 19 лет) он принял участие в Чемпионате Европы в возрастной категории до 19 лет 2013 года.